# Bergspint

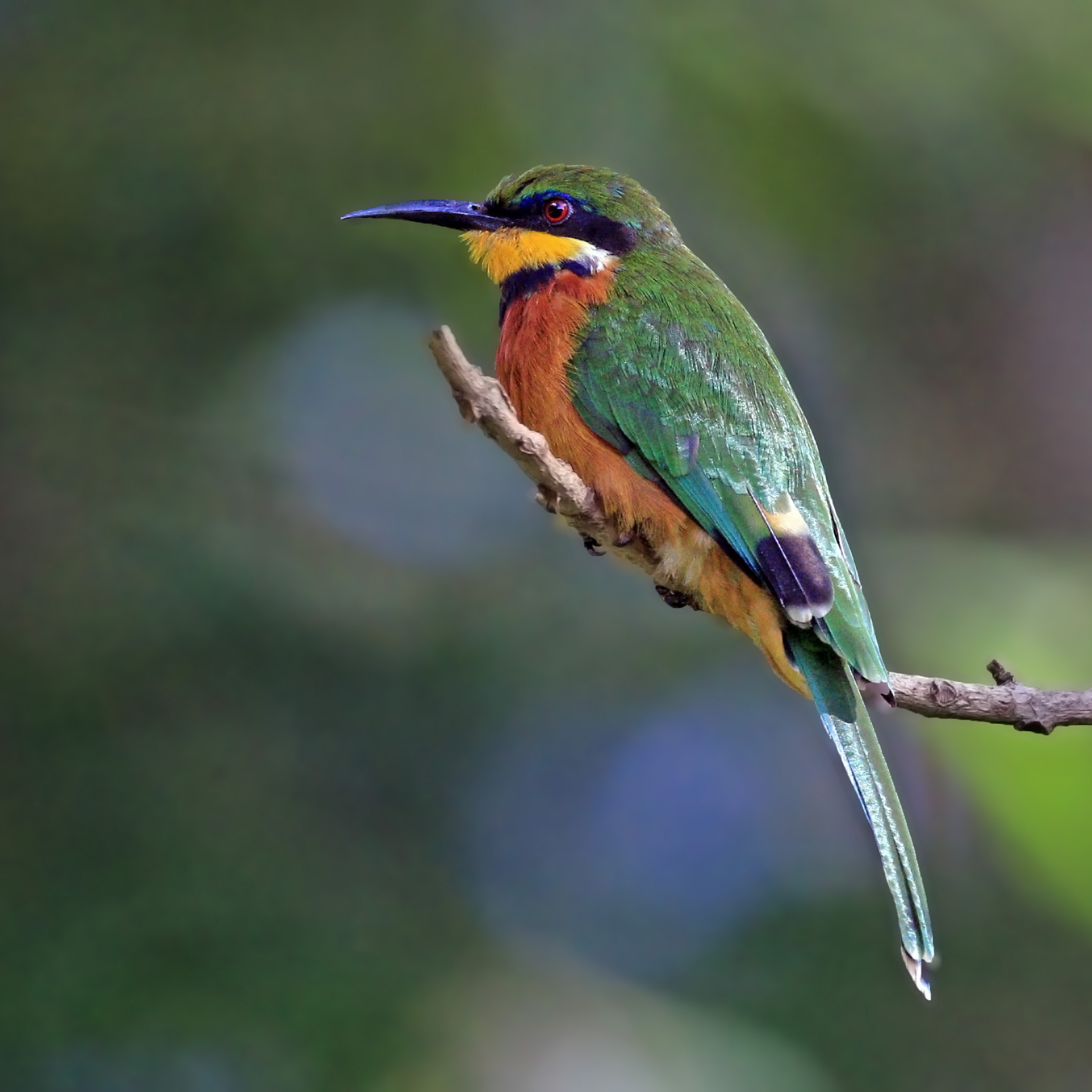
Bergspint

Der Bergspint, auch Schwarzbrustspint (Merops oreobates), ist ein Vogel aus der Familie der Bienenfresser (Meropidae).
Die Art ist monotypisch. Sie wurde ehemals einer Gattung namens Feldspinte (Melittophagus) zugeordnet. Das Artepitheton kommt von altgriechisch ὄρος, ὄρεος óros, óreos, deutsch ‚Berg‘ und altgriechisch βατός batós, deutsch ‚gangbar, begehbar‘.
Der Bergspint kommt in Subsahara-Afrika vor sowie in Äthiopien, Burundi, der Demokratischen Republik Kongo, Kenia, Ruanda, Südsudan, Tansania und Uganda.
Das Verbreitungsgebiet umfasst Hochlandwälder in Ostafrika, Waldränder, Gärten und Plantagen von 1300 bis 3000, meist bis 2300 m Höhe.
Die Art ist weitgehend Standvogel, örtliche Wanderungen auch innerhalb der Höhenlagen kommen vor.

## Beschreibung
Der Bergspint ist 21–22 cm groß und wiegt 25–29 g. Die Oberseite ist grün, er hat eine schwarze Maske, weiße Wangen, eine gelbe Kehle und ein schwarzes Brustband, oft  sehr schmal dunkelblau angesetzt. Die Unterseite ist rostfarben bis bräunlich-gelb. Der Schwanz ist grün mit schwarzer Subterminalbinde und weißen Spitzen. Die Iris ist rot.
Die Art ist dem Zwergspintes (Merops pusillus) sehr ähnlich wie eine größere Version, ist aber auf der Oberseite kräftiger dunkelgrün, auf der Unterseite dunkel rotbraun bis zimtfarben und hat wenig oder kein Blau oberhalb der Maske. Der Schwanz hat kein Rotbraun, ist nur grün oben mit schwarzen Endbinden. Jungvögel sind blasser ohne schwarzen Kehlfleck, der Schwanz ist im Flug länger, breiter und überwiegend grün oben. Vom Hochlandspint (Merops lafresnayii) unterscheidet er sich durch grüne Stirn und schwarzen Kehlfleck und vom Blaubrustspint (Merops variegatus) durch Größe und grüneren Schwanz.

## Stimme
Der Ruf des Männchens wird als ähnlich dem des Zwergspintes (Merops pusillus) beschrieben, ein kurzes, hohes „tseep“, auch ein „teee-sip“ oder langgezogenes „tee-sip..tee-sip...drrreeee“.

## Lebensweise
Die Nahrung besteht überwiegend aus Honigbienen, aber auch anderen fliegenden Insekten, die von einem Ansitz meist in den  Wipfeln aus im Beuteflug erjagt werden. Die Art tritt paarweise oder in kleinen Gruppen auf.
Die Brutzeit liegt manchmal zwischen Februar und April, hauptsächlich aber zwischen Oktober und Januar in Kenia, ansonsten zwischen Dezember und März. Gebrütet wird in Kolonien, es gibt Bruthelfer. Das Gelege besteht aus 2–3 Eiern, die überwiegend vom Weibchen über mindestens 25 Tage ausgebrütet werden.

## Gefährdungssituation
Der Bestand gilt als nicht gefährdet (Least Concern).